# Ningbo Bird
Ningbo Bird Co. Ltd. (chinesisch: 宁波波导股份有限公司; Pinyin: Níngbō bōdǎo gǔfèn yǒuxiàn gōngsī) war 1997 kurzzeitig der größte Hersteller von Funkmeldeempfängern der Volksrepublik China. Die Firma ist an der Hong Kong Stock Exchange gelistet.
Das 1992 mit 16 Millionen Euro gegründete chinesische Unternehmen mit Sitz in Fenghua produzierte zunächst Funkmeldeempfänger, so genannte Pager, und war 1997 in China der absatzgrößte Hersteller dieser Geräte.

## Geschichte
- 1999 wurde die Produktion auf Mobiltelefone umgestellt.
- 2000 ging das Unternehmen an die Börse in Shanghai.
- 2001 verkaufte das Unternehmen rund 2,5 Millionen Mobiltelefone.
- Ab August 2002 geht Ningbo-Bird ein Joint-Venture mit dem französischen Mobiltelefonhersteller Sagem ein und es wurde die Ningbo Bird Sagem Electronic Ltd. gegründet.
- 2003 wurde Bird International als Im- und Exportfirma gegründet und im selben Jahr verkaufte Bird über 11 Millionen Mobilfunktelefone.
- 2004 vereinbarte der deutsche Mobiltelefonhersteller Siemens – ein Jahr vor dem Verkauf dieses Geschäftsbereichs an BenQ – mit Ningbo Bird eine Zusammenarbeit im Verkauf von Siemens-Handys in 30.000 Filialen in China. Geschäftsführer war der damals erst 40-jährige Xu Lihua.
- 2006 legte der französische Rüstungskonzern Safran (Fusion von Sagem und Snecma) seine Mobilfunksparte Sagem Communication mit Ningo-Bird zusammen. Sagem wollte damit den weltweiten Verkauf von Ningbo-Bird übernehmen.